# Kosy (województwo warmińsko-mazurskie)
Kosy (niem. Quossen) – osada w Polsce położona w województwie warmińsko-mazurskim, w powiecie bartoszyckim, w gminie Bartoszyce. W latach 1975–1998 miejscowość administracyjnie należała do województwa olsztyńskiego.
W 1889 r. był to majątek ziemski o powierzchni 363 ha.
W 1983 r. funkcjonował we wsi PGR, było 10 domów w zwartej zabudowie i mieszkało 157 osób. We wsi działał klub i punkt biblioteczny.